# جيم كوكس
جيم كوكس (بالإنجليزية: Jim A. Cox)‏ هو سياسي أمريكي، ولد في 1969 في شيكاغو في الولايات المتحدة. حزبياً، نشط في الحزب الجمهوري. وقد انتخب عضو مجلس نواب بنسيلفانيا.

## وصلات خارجية
- الموقع الرسمي